# St. Joseph (Köln-Ehrenfeld)

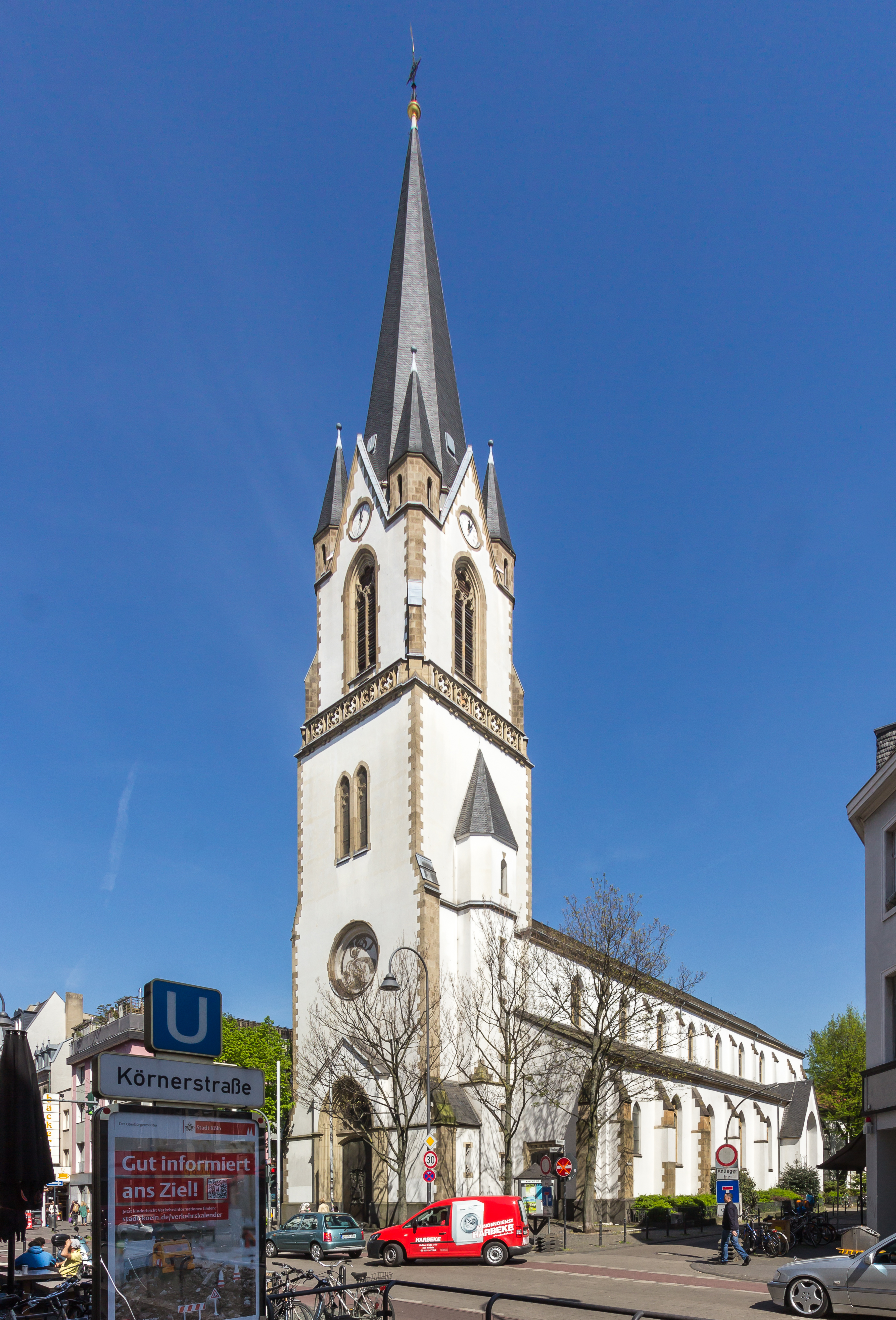
St. Joseph (2015)

Die Kirche St. Joseph ist eine römisch-katholische Pfarrkirche in Köln-Ehrenfeld und gehört, zusammen mit den Kirchen St. Mechtern, St. Peter, St. Anna und St. Barbara, zum Seelsorgebereich Ehrenfeld im Erzbistum Köln. Sie liegt an der Venloer Straße in Köln-Ehrenfeld unweit des Marktplatzes und der Kapelle Mariä Himmelfahrt und wird an den Seiten von der Klarastraße und Wahlenstraße eingerahmt. Ihre Pfarrei gehört zum Stadtdekanat Köln des Erzbistum Köln.

## Geschichte

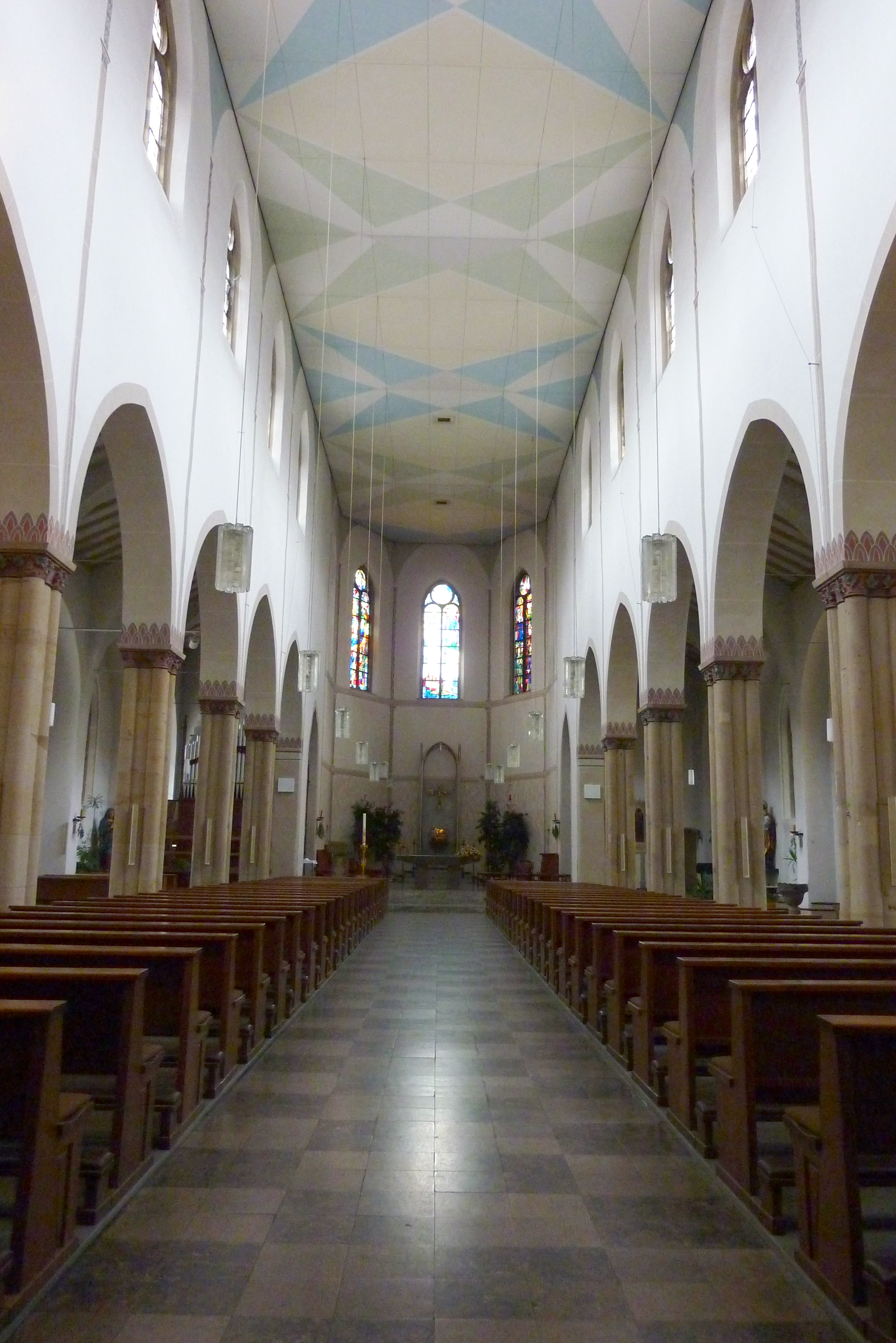
Innenraum

Die Kirche wurde 1872–1875 nach den Plänen von Vincenz Statz als dreischiffige, querschifflose neugotische Backsteinbasilika mit hohem Mittelschiff und zwei niedrigen Seitenschiffen gebaut. Er stiftete auch, zusammen mit Johann und Jakob Wahlen, das Baugrundstück. Obwohl sie nur provisorisch eingerichtet war, wurde Weihnachten 1873 der erste Gottesdienst gefeiert und die Kirche durch Pfarrer Peter Josef Ropertz gesegnet. Am 11. April 1875 wurde sie dann durch den Kölner Erzbischof Paulus Melchers auf das Patrozinium des heiligen Joseph geweiht. Ebenfalls 1875 bekam die Kirche drei Glocken in den Tönen d, e und fis, die von der Firma A. Rodenkirchen in Deutz aus eingeschmolzenen Kanonen gegossen wurden, die erste Orgel wurde 1884 installiert.
Bei Umbauten 1912/13 bekam die Kirche einen querschiffartigen Anbau, und der bisherige niedrigere Fassadenturm wurde durch den heutigen, 60 Meter hohen Vierkantturm mit schiefergedeckter Pyramidenspitze ersetzt. Dazu musste die Orgel von 1884 abgebaut werden; die neue Orgel konnte aber nur teilweise errichtet werden, da der Orgelbauer Schaeben zum Militär eingezogen wurde und nicht aus dem Krieg zurückkehrte. Nachdem zwischenzeitlich auf einer Leihorgel mit 9 Registern gespielt wurde, bekam die Kirche 1926 wieder eine eigene Orgel.
Bei einem Bombenangriff am 31. Mai 1942 wurde die Kirche mit Ausnahme des Turms zerstört.
Beim Wiederaufbau in den Jahren 1949 bis 1955 nach den Plänen von Otto Bongartz bekam die Kirche eine mit geometrischen Figuren bemalte flache Holzdecke anstelle des zerstörten Gewölbes. Die Außenmauern wurden verputzt, wobei die Werksteingliederung sichtbar blieb. Die neue Orgel mit 38 Registern und 3 Manualen wurde 1957 von der Firma Gebr. Krell aus Duderstadt gebaut. 1958 bekam die Kirche farbige Glasfenster und 1960 vier neue Glocken in den Tönen d, fis, a und h. Nach der Liturgiereform des Zweiten Vatikanischen Konzils wurden im Rahmen einer Kirchenrenovierung 1981/82 der Chor und die Farbfassung des Gebäudes neu gestaltet.
Am 1. Juni 1982 wurde die Kirche unter der Nummer 1.040 in die Denkmalliste der Stadt Köln eingetragen.

## Ausstattung

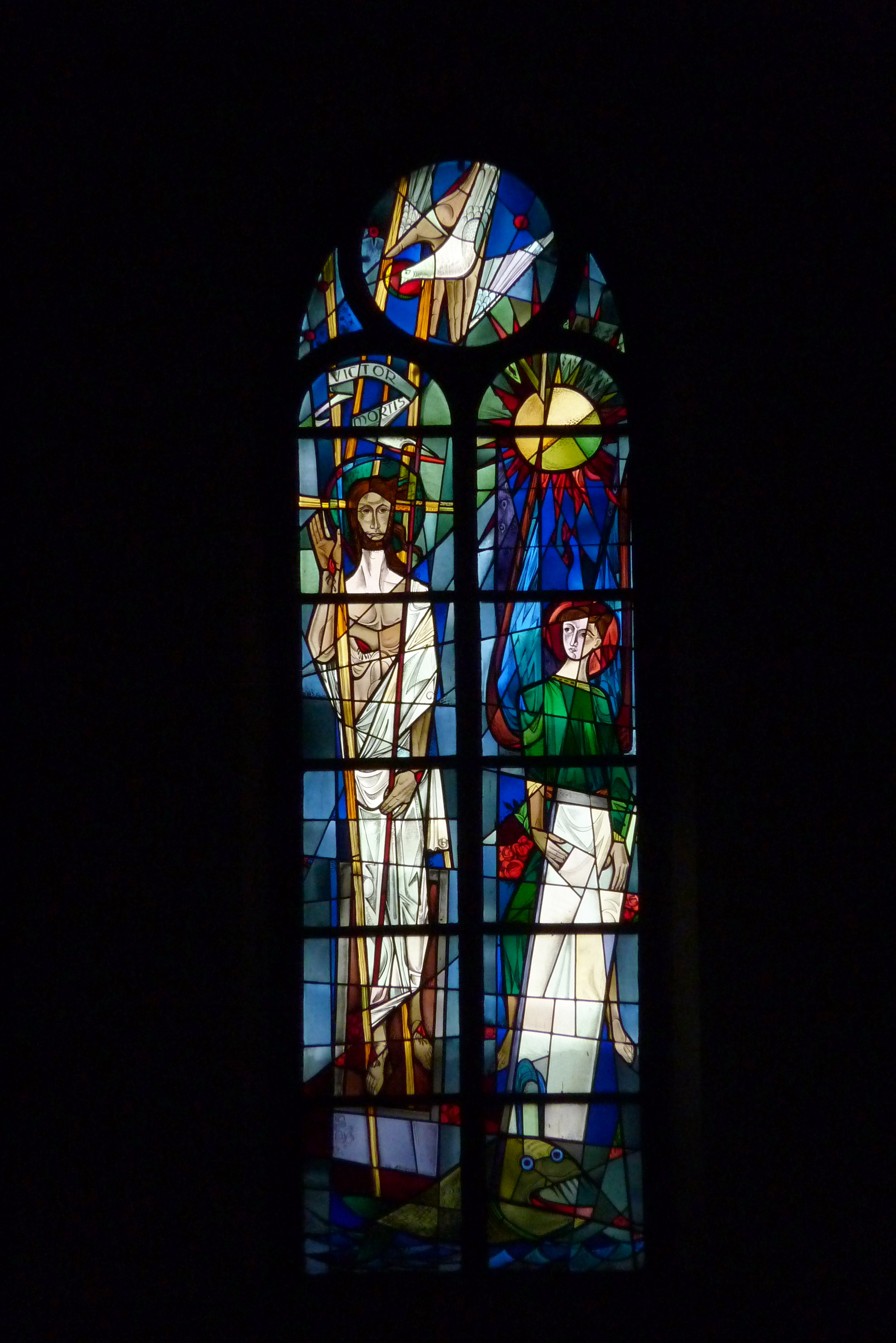
Chorfenster

Die von Jan Schoenaker entworfenen Fenster zeigen im Chorraum die Geburt Jesu und die Auferstehung Christi und die Aussendung des Heiligen Geistes, im westlichen Seitenfenster den heiligen Joseph und das Leben der heiligen Cäcilia und im östlichen Seitenfenster die Vertreibung aus dem Paradies und Joseph mit Jesus an der Hobelbank. Im westlichen Seitenschiff werden die Mutter Gottes und der Prophet abgebildet, im östlichen Seitenschiff die Ermordung des heiligen Sebastianus.
Im westlichen Seitenschiff befindet sich neben Bänken für die Kirchenbesucher eine Figur der Mutter Gottes, wo früher ein Marienaltar stand.
Im östlichen Seitenschiff befinden sich neben dem Taufbecken und einer spätgotischen Skulptur der Anna selbdritt aus dem 15. Jahrhundert noch drei Altarbilder des ehemaligen Hochaltars der Kapelle Mariä Himmelfahrt. Sie stellen die heilige Helena, die Stifterin von St. Gereon, die heilige Gertrudis, Äbtissin von Nivelles, und die heilige Anna dar. Das vierte Altarbild mit der heiligen Cäcilia existiert nicht mehr. Hier stand früher der Josephsaltar, beide Seitenaltäre wurden bis in die 1960er-Jahre benutzt und nach der Liturgiereform des Zweiten Vatikanischen Konzils abgebaut.
Der Turmraum ist mit Figuren der Heiligen Joseph, Judas Thaddäus und Antonius sowie einer Fatimamadonna und einer „Immerwährenden Hilfe“ ausgestattet.

## Glocken
Die Glocken wurden 1960 bei der Firma Petit & Gebr. Edelbrock in Gescher aus Bronze gegossen. Sie sind nach dem Glockenmotiv Salve Regina gestimmt.
| Glockenname | Schlagton/Nominal | Durchmesser in mm | Gewicht in kg (ca.) | Inschrift                                            |
| ----------- | ----------------- | ----------------- | ------------------- | ---------------------------------------------------- |
| Petrus      | d’-1              | 1356              | 1500                | PETRUS GENANNT RUFE ICH ZUM EWIGEN LAND              |
| Joseph      | fis’-1            | 1060              | 700                 | ST. JOSEPH SOLL UNS LEHREN GEBET UND ARBEIT ZU EHREN |
| Maria       | a’±o              | 875               | 380                 | MIT MIR DREIMAL AM TAGE AVE MARIA SAGE               |
| Antonius    | h’±o              | 775               | 270                 | ANTONIUS, FÜR DIE ARMEN RUFE ICH UM ERBARMEN         |